# Hayton (Nottinghamshire)
Hayton is een civil parish in het bestuurlijke gebied Rushcliffe, in het Engelse graafschap Nottinghamshire met 385 inwoners.